# Protogoniomorpha parhassus
Protogoniomorpha parhassus is een vlinder uit de familie Nymphalidae. De wetenschappelijke naam van de soort werd als Papilio parhassus in 1782 gepubliceerd door Dru Drury.

## Kenmerken
Beide geslachten zijn vrijwel identiek. De spanwijdte bedraagt 7,5 tot 10 cm.

## Verspreiding en leefgebied
Deze vlindersoort komt veelvuldig voor in Afrika bezuiden de Sahara in bossen en dicht struikgewas.

## Waardplanten
De waardplanten zijn Asystasia en Isoglossa uit de familie Acanthaceae.